# Bear River 6B
Bear River 6B är ett reservat i Kanada.   Det ligger i provinsen Nova Scotia, i den sydöstra delen av landet, 800 km öster om huvudstaden Ottawa.
I omgivningarna runt Bear River 6B växer i huvudsak blandskog. Runt Bear River 6B är det mycket glesbefolkat, med 2 invånare per kvadratkilometer.